# Ореховый бульвар
Оре́ховый бульва́р (название утверждено 16 октября 1973 года) — бульвар в Москве на границе районов Орехово-Борисово Северное и Орехово-Борисово Южное, а также в районе Зябликово Южного административного округа Москвы.

## Расположение
Ореховый бульвар начинается от Шипиловского проезда, пересекает Домодедовскую улицу, Каширское шоссе (возле станции метро «Домодедовская») и улицу Генерала Белова, справа примыкают Елецкая и Ясеневая улицы; слева — Борисовский и Ореховый проезды, улица Мусы Джалиля (возле станции метро «Красногвардейская») и Кустанайская улица. Бульвар заканчивается, переходя в Задонский проезд.

## Происхождение названия
Сохраняет название бывшего подмосковного села Орехово, вошедшего в состав жилого массива Орехово-Борисово, на территории которого бульвар находится. Название было утверждено 16 октября 1973 года — после того, как была ликвидирована Ореховая улица в соседнем Бирюлёве (бывшая ул. Энгельса), получившая это имя в 1964 году по ореховым насаждениям соседнего Бирюлёвского дендропарка.

## Инфраструктура
На Ореховом бульваре находятся Домодедовский и Красногвардейский автовокзалы; торговые центры «Галерея „Водолей“», «Домодедовский», «Облака»; Домодедовский рынок и Федеральный научно-клинический центр специализированных видов медицинской помощи и медицинских технологий ФМБА России. Возле дома № 7/1 находится памятник «В честь подвига подразделений особого риска».

## Примечательные здания
- № 3 — школа № 878;
- № 11к3 — школа № 916;
- № 14к3 — ТЦ «Домодедовский[вд]», Домодедовский рынок;
- № 15 — ТЦ «Водолей»;
- № 22а — ТРЦ «Облака[вд]»;
- № 24 — Автовокзал «Красногвардейский»;
- № 28 — Федеральный научно-клинический центр ФМБА;
- № 37к4 — Школа № 945.

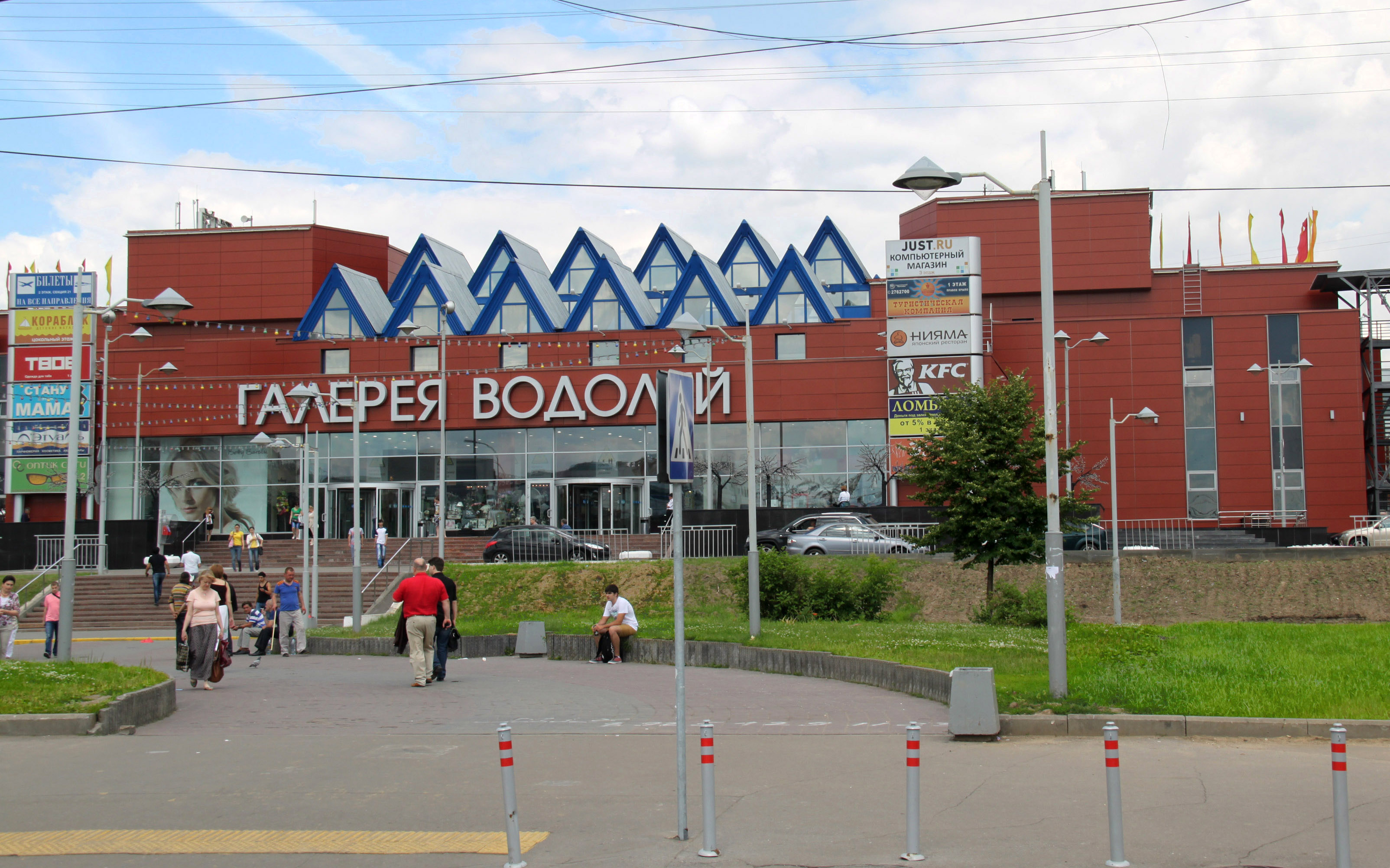
Торговый центр «Галерея „Водолей“»
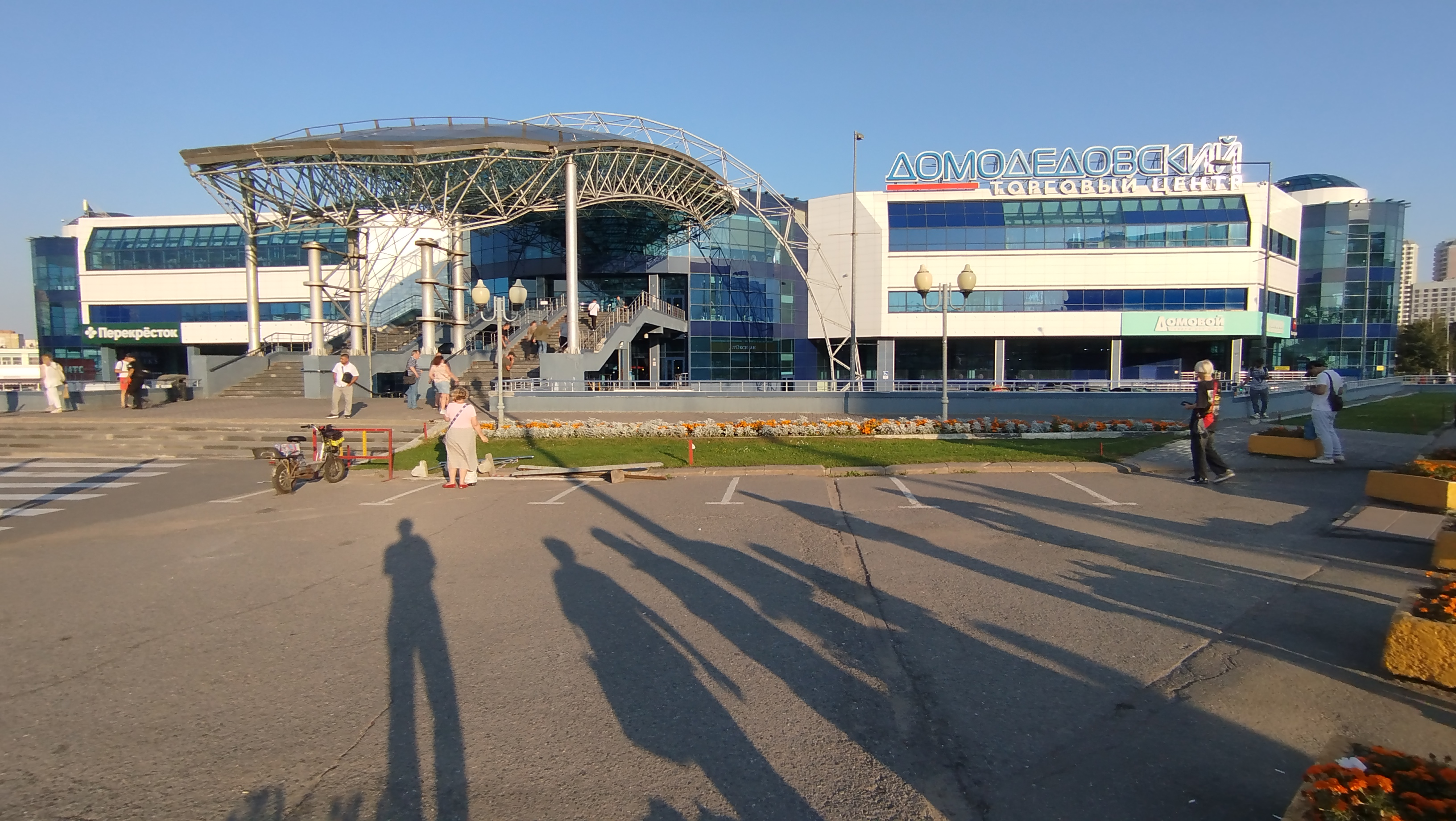
Торгово-развлекательный центр «Домодедовский»
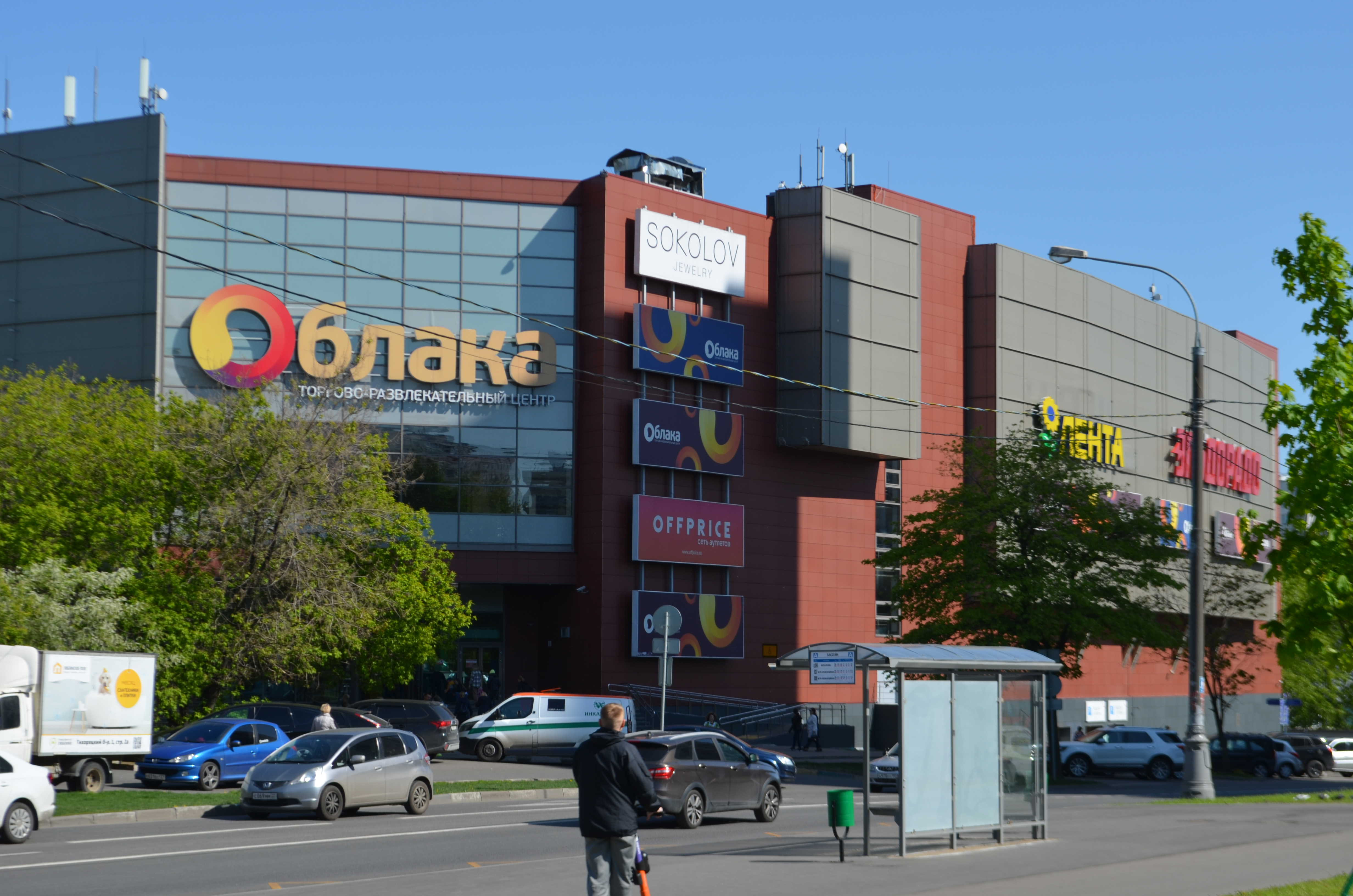
Торгово-развлекательный комплекс «Облака»
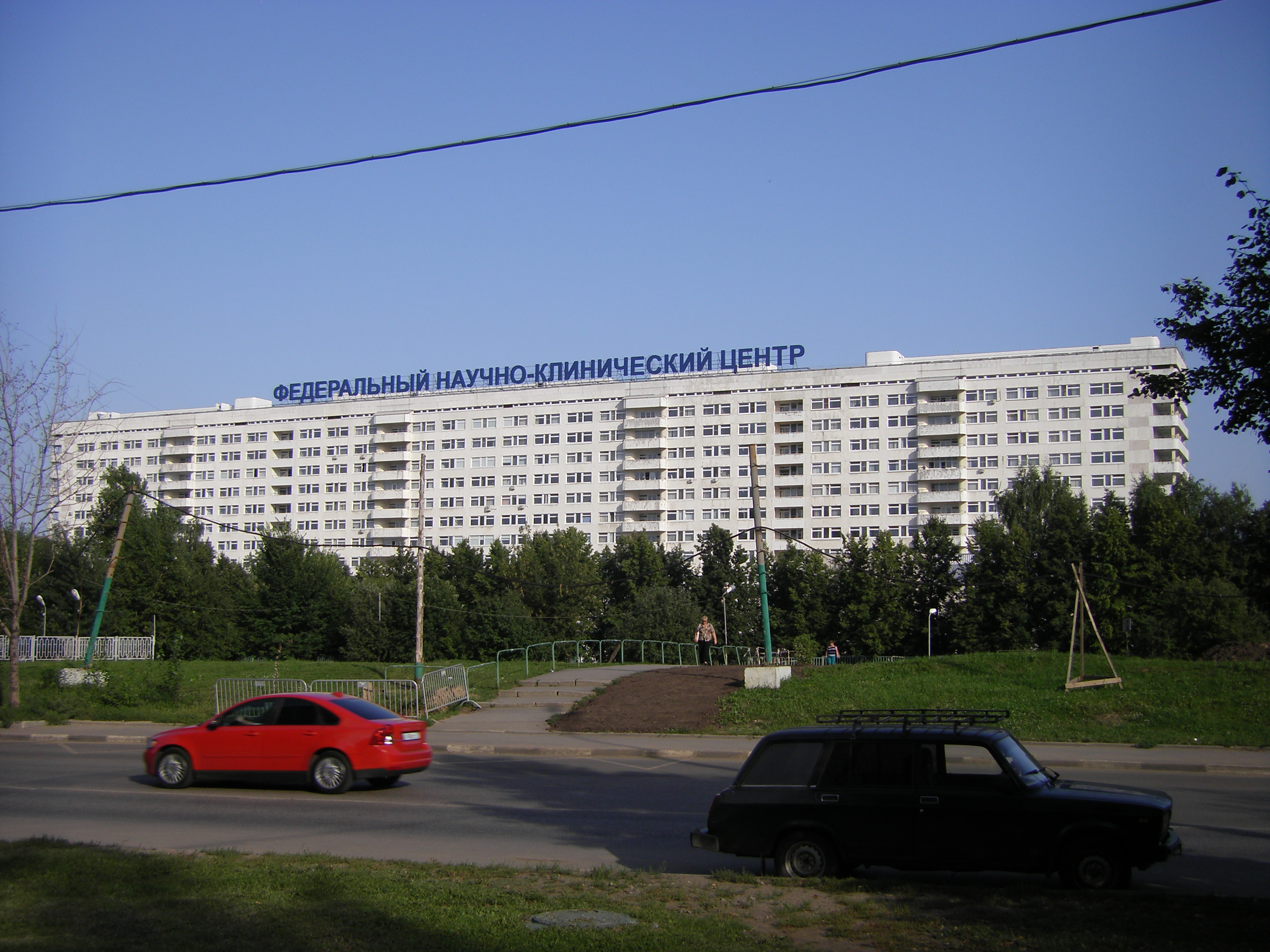
Федеральный научно-клинический центр ФМБА

## Общественный транспорт
- По разным участкам бульвара проходят автобусы: м78, м82, м86, с819, 826, 828, 837, с848, 858, с867, с894, 899, н5.